# Acacia steedmanii
Acacia steedmanii — вид квіткових рослин з родини бобових. Ареал: Австралія (Західна Австралія).

## Середовище
Населяє скелясті хребти та височини, піщані рівнини, рівниникелясті хребти та височини, піщані рівнини, рівнини.

## Біоморфологічна характеристика
Це кущ або дерево, що зазвичай виростає заввишки від 1 до 4 метрів. Цвіте з серпня по вересень жовтими квітками.